# Indica
Pour les articles homonymes, voir Indica (homonymie).
 (juillet 2018).
Si vous disposez d'ouvrages ou d'articles de référence ou si vous connaissez des sites web de qualité traitant du thème abordé ici, merci de compléter l'article en donnant les références utiles à sa vérifiabilité et en les liant à la section « Notes et références ».
Indica est un groupe de metal symphonique finlandais. Formé en 2001 par cinq filles des quartiers nord d'Helsinki, le groupe est produit par Sony BMG à compter de l'année 2003. Et par Nuclear Blast, avec qui elles signent en décembre 2009. Leurs premiers albums seront classés plutôt pop rock tandis que Valoissa et A Way Away se classent dans le metal symphonique. Le cinquième album, A Way Away, est sorti le 25 juin 2010, avec, pour la première fois, des chansons en anglais.
Le 17 septembre 2013, le groupe annonce la sortie de son sixième album Shine le 24 janvier 2014. Les influences sont reportées comme plutôt pop-symphoniques.

## Biographie

### Débuts (2001–2009)
Jonsu (chant, violon), Heini (basse), Sirkku (clavier), Jenny (guitare) et Laura (batterie) forment Indica en 2001. Avant cela, elles avaient déjà passé leur enfance baignées dans la musique classique et jouaient dans divers groupes. Lors de l'hiver 2002, le groupe signe un contrat de management avec Peter Kokljuschin, et en 2003 un contrat avec SonyMusic permettant ainsi au groupe de travailler sur son premier album.
L'album est coproduit par Gabi Hakanen et Erno Laitinen. C’est ici que débute la collaboration entre Indica et Erno, à la suite de laquelle paraissent trois albums. Ce premier album, Ikuinen Virta (qui signifie « Rivière éternelle » en français) est sorti en 2004, et est certifié disque de platine en Finlande avec 30 000 ventes[réf. nécessaire]. Le deuxième album du groupe, Tuuliset tienoot (Endroits venteux) sort durant l'automne 2005 et se vend à plus de 20 000 exemplaires en Finlande. Le troisième album, Kadonnut puutarha (Le jardin perdu), est sorti au printemps 2007.
La musique et les paroles du groupe sont composées et écrites par Jonsu, sa chanteuse, qui a commencé sa carrière de compositeur bien avant d'aller à l'école, composant déjà de petites « symphonies » de deux portées de long. Jonsu puise une grande partie de son inspiration dans les bandes originales de films, ses paroles découlant quant à elles de sa propre vie, de la vie de ses amis, mais également de ses rêves. Il en résulte une musique au style nous entraînant dans des univers tantôt mystiques, tantôt féeriques.
Les filles, réputées pour leur jeu enjoué ainsi que pour leur prestation scénique, mais également leur style de musique si particulier connaissent un tournant dans leur carrière avec une première tournée en dehors de la Finlande à la fin de l'année 2007, elles assurèrent en effet la première partie de Nightwish durant leur tournée scandinave. Indica reçoit un très bon accueil dans tous ces pays nordiques. Une étroite collaboration entre Indica et Tuomas Holopainen a vu le jour durant cette tournée conduisant le compositeur de Nightwish à produire le quatrième album du groupe, Valoissa.
Indica assure une nouvelle fois la première partie de Nightwish, cette fois en compagnie de Pain et dans toute l'Europe, avec notamment leurs deux premiers concerts français au Zénith de Paris les 23 et 24 mars 2009, ainsi que des concerts en Belgique et en Suisse.

### A Way Away(2010–2013)
En 2010, le groupe travaille, toujours avec Tuomas comme producteur, sur un album en anglais. Des anciens titres ont pour l'occasion été revus avec une nouvelle orchestration, on y retrouve très nettement la touche de Tuomas, comme on peut l'entendre sur le titre Islands of Light disponible sur la radio du groupe. Cet album est l'occasion pour elles d'élargir leurs horizons, d'acquérir une nouvelle notoriété et éventuellement de conquérir de nouveaux marchés en Europe.

### Shine(depuis 2014)
L'album Shine/Akvaario (un album sera en anglais, l'autre en finnois mais ce sont les mêmes chansons) sortira en 2014. L'album fut exposé à de nombreuses critiques négatives car s'éloignant trop de l'univers féerique habituel de la formation finlandaise. C'est à la fin de cette année, en octobre, que Jenny (guitare) quitte le groupe. En parallèle, Jonsu donnera des concerts et se consacrera à un autre groupe de musique, JED, avec Emppu Suhonen, guitariste du groupe de pop rock finlandais Alavala, qui avait remplacé Jenny au sein d'Indica lors de la grossesse de cette dernière.
Le 15 octobre 2014, Jenny Mandelin, guitariste, annonce son départ du groupe pour raisons personnelles (plus de temps à consacrer à son activité musicale).

## Collaboration avec Nightwish
Le groupe Indica a participé à une partie de la tournée 2007-2008 du groupe Nightwish. Pour ces dates en Scandinavie, le groupe doit chanter en anglais, il n'existe pour le moment aucun enregistrement de ces versions anglaises. Jonsu a également été choisie par Tuomas Holopainen pour chanter en finnois le titre Erämaan viimeinen de l'album Dark Passion Play.
Tuomas Holopainen a également produit l'album Valissa d'Indica, paru en septembre 2008. Indica fait de nouveau la première partie de Nightwish (avec Pain) pour le Dark Passion Play European déjà-vu Tour 2009 qui est passé par la France les 23 et 24 mars 2009 au Zénith de Paris.

## Membres
- Johanna « Jonsu » Salomaa - chant, violon, piano, guitare, composition, paroles
- Heini Säisä - basse, chant, claviers
- Sirkku Karvonen - claviers, clarinette, chant
- Jenny Mandelin - guitares, chant
- Laura Häkkänen - batterie

## Vidéographie
- 2004 : Scarlett
- 2005 : Ikuinen Virta
- 2006 : Vuorien Taa
- 2006 : Pidä Kädestä
- 2008 : Linnansa Vanki
- 2008 : Pahinta Tänään
- 2008 : Valoissa
- 2009 : 10 h Myöhässä
- 2009 : Valokeilojen vampyyri
- 2010 : Straight and Arrow
- 2010 : In Passing, tiré de A Way Away, dirigé par Patric Ullaeus
- 2010 : Islands of Light, tiré de A Way Away, dirigé par Patric Ullaeus
- 2010 : Precious Dark
- 2013 : Älä kanna pelkoa
- 2014 : Suunta on vain ylöspäin